# Zarieczje (rejon oktiabrski)
Zarieczje (ros. Заречье) – chutor w zachodniej Rosji, w sielsowiecie starkowskim rejonu oktiabrskiego w obwodzie kurskim.

## Geografia
Miejscowość położona jest nad rzeką Suchaja Rogozna (lewy dopływ Rogozny), 1 km od centrum administracyjnego sielsowietu (Starkowo), 13 km na północny zachód od centrum administracyjnego rejonu (Priamicyno), 21 km na północny zachód od Kurska, 17 km od drogi magistralnej (federalnego znaczenia) M2 «Krym».
W chutorze znajduje się 12 posesji.
Klimat
Miejscowość, jak i cały rejon, znajduje się w strefie klimatu kontynentalnego z łagodnym ciepłym latem i równomiernie rozłożonymi opadami rocznymi (Dfb w klasyfikacji klimatów Köppena).

## Demografia
W 2010 r. chutor zamieszkiwało 16 osób.